# O-Fenilenodiamina
O-Fenilenodiamina, orto-fenilenodiamina ou 1,2-diaminobenzeno é o isômero orto do diaminobenzeno.